# 162 Laurencija
162 Laurencija (mednarodno ime 162 Laurentia) je asteroid v glavnem asteroidnem pasu. Kaže značilnosti treh tipov asteroidov (tipa S, tipa T in tipa U).

## Odkritje
Asteroid je odkril francoski astronom Prosper Henry (1848 – 1905) 21. aprila 1876. Poimenovan je po ljubiteljskem astronomu Josephu Laurentu (????–1900), ki je odkril asteroid 51 Nemausa.

## Značilnosti
Asteroid Laurencija obkroži Sonce v 5,286 letih. Njegov tir ima izsrednost 0,173, nagnjen pa je za 6,070° proti ekliptiki. Njegov premer je 99,10 km, okrog svoje osi pa se zavrti v 11,87 h.